# Fleet Model 80 Canuck
Ne doit pas être confondu avec l'Avro Canada CF-100 Canuck.
Le Fleet Model 80 Canuck est un avion léger canadien, doté de deux sièges côte-à-côte, conçu pour l'entraînement, les vols de loisir et les petits vols commerciaux.
Un total de 225 Canucks furent assemblés pendant les treize années de sa production, par deux sociétés différentes, la plupart — 198 exemplaires — étant produits par Fleet Aircraft (en) entre 1945 et 1947.

## Conception et développement

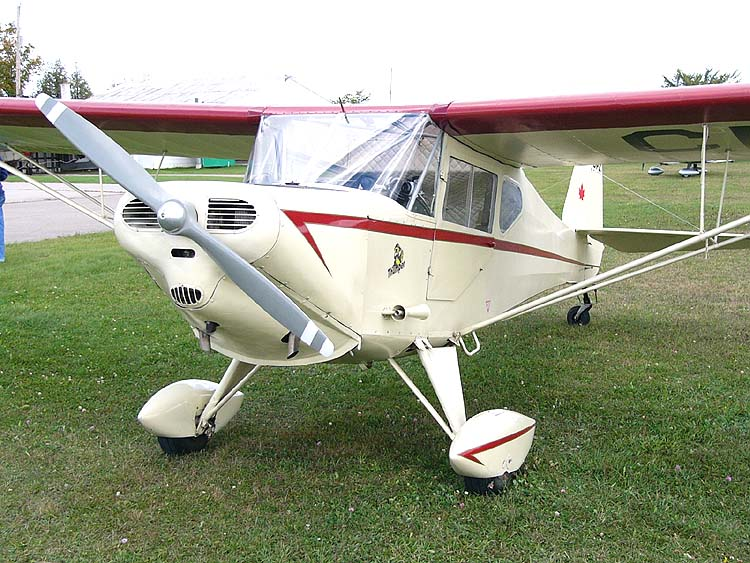
Un Canuck sur roues, dotées de carénages aérodynamiques.

Le Canuck eut comme origine le Noury N-75, conçu par Bob Noury et effectuant son premier vol en 1944 à Mount Hope, à Hamilton en Ontario. Le N-75 « fait maison » était un monoplan conventionnel à aile haute, doté d'un fuselage en tubes d'acier soudés et un empennage recouverts de tissu, lui donnant des airs de Piper Cub. Toutefois, l'installation de sièges côte-à-côte dans le concept original était inhabituelle pour un avion de cette époque, même si cette disposition était bien plus pratique pour l'instruction de nouveaux pilotes. Noury expérimenta également une disposition en tandem sur un prototype suivant, mais il n'avait vendu que trois avions lorsqu'il revendit les droits du Noury N-75 à la Fleet Aircraft Company, en 1945,.
Fleet entreprit quelques changements de conception mineurs, relocalisant le réservoir de carburant, ajoutant une surface vitrée au-dessus de la cabine, abaissant le profil de l'avant du fuselage et remplaçant le moteur Continental C-75 (en) d'origine par un C-85 légèrement plus puissant. Le N-75 fut testé dans sa nouvelle configuration, effectuant son premier vol le 25 septembre 1945 avec aux commandes le pilote d'essai de la compagnie, Tommy Williams. Après l'application de modifications à la dérive pour augmenter sa taille, le prototype, fraîchement renommé, vit le jour sous le nom de « Model 80 Canuck » et entra en production.

## Histoire opérationnelle
L'avion avait une construction réussie, de très bonnes performances, et était très polyvalent, pouvant recevoir des flotteurs ou des skis pour augmenter son utilité. Toutefois, après un bref sursaut des ventes, l'appareil ne se vendit pas bien. En fait, en tentant de vendre le Canuck à la fois comme avion privé et comme avion d'entraînement, la compagnie Fleet Aircraft fut confrontée à plusieurs obstacles :
- Dans l'immédiat après-guerre, les avions des surplus militaires étaient disponibles en grandes quantités, de plus à des prix défiant toute concurrence[1] ;
- Les anciens soldats et les civils étaient plus intéressés par la réalisation d'une carrière que par l'obtention d'objets de luxe[1] ;
- Les avions d'entraînement n'étaient plus en vogue, avec des milliers d'anciens pilotes militaires se retrouvant sans emploi[1].

Le prix de vente de l'appareil était de 3 869,25 CAD, auxquels il fallait ajouter 247,63 CAD de taxes. Après que les ventes initiales aux aéroclubs, aux compagnies charter et aux pilotes privés commencèrent à baisser, la compagnie Fleet dut faire face à des soucis financiers. En 1947, la production du Canuck par Fleet fut arrêtée. Pendant les dix années suivantes, plusieurs avions furent construits à partir de pièces détachées par Leavens Brothers, à Toronto, pour un total de production porté à 224 appareils en 1958, auxquels il convient d'ajouter le prototype. Plusieurs exemplaires furent remotorisés avec le Continental O-200, d'une puissance de 100 ch (75 kW).
En septembre 2010, il existait 77 Canucks enregistrés au Canada. En août 2018, ils n'étaient plus que trois.

## Héritage et exemplaires exposés

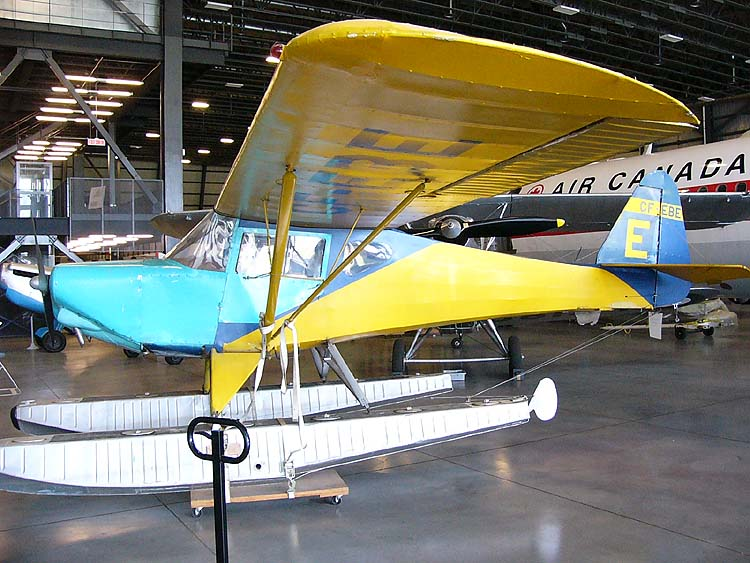
Fleet Canuck CF-EBE, monté sur flotteurs. Cet appareil, le no 149, est dans l'entrepôt de stockage du Canada Aviation and Space Museum, à l'Aéroport d’Ottawa-Rockcliffe.

En 1995, la Monnaie royale canadienne publia la « Pièce no 11 », une pièce commémorative de 20 CAD dans la série aviation, rendant hommage au Canuck et à son concepteur original, J. Noury, dans un insert doré.
Trois exemplaires du Canuck sont présents dans des musées canadiens :
- Le no 149, immatriculé CF-EBE est dans le bâtiment de stockage du Canada Aviation and Space Museum, à Ottawa, en Ontario[2] ;
- Le no 127, immatriculé C-FEAI est exposé au Canadian Air and Space Museum, à Toronto, en Ontario[6] ;
- L'exemplaire immatriculé CF-ENH est exposé au Musée de L'aviation de Montréal (en) — anciennement nommé « Canadian Aviation Heritage Centre » —, au Québec, restauré aux couleurs de l'avion piloté par Hubert M. Pasmore, père du créateur du musée[7].

## Versions
- Fleet Model 80 Canuck : Avion léger de tourisme et de sport à deux places ;
- Fleet Model 81 : Avion de tourisme à trois places. Un seul exemplaire fut produit.

## Spécifications techniques
Données de Canada Aviation and Space Museum, Canadian Air & Space Museum.
Caractéristiques générales
- Équipage : 1 pilote
- Capacité : 1 passager/élève-pilote
- Longueur : 6,81 m
- Envergure : 10,36 m
- Hauteur : 2,16 m
- Masse à vide : 389 kg
- Masse typique : 671 kg
- Moteur : 1   moteur à pistons à 4 cylindres à plat refroidis par air Continental C-85-12J (en) de 85 ch (63 kW)
- Hélice : Bipale à pas fixe, en bois

 Performances 
- Vitesse maximale : 179 km/h
- Vitesse de croisière : 161 km/h
- Distance franchissable : 483 km
- Plafond : 3 700 m
- Vitesse ascensionnelle : 168 m/min
- Rapport poids-puissance : 4,58 kg/ch